# 东风11G型柴油机车

担当Z38次直达特快列车牵引任务的东风11G型0066/0065号机车在武昌车站

东风11G型柴油机车（DF11G），是中国铁路使用的双机重联准高速柴油机车车型，由中国中车戚墅堰机车有限公司为中国铁路第五次大提速而专门研制，其设计借鉴了东风11型、东风11Z型机车的技术，能够满足单司机值乘、长交路连续运行的应用条件，并具有向客车供电功能，同时也是中国第一种采用全微机控制技术的柴油机车。

## 发展历史

### 背景
在第一次至第四次中国铁路大提速的过程中，戚墅堰机车车辆厂的东风11型柴油机车逐步成为客运提速主力车型，而在第五次铁路大提速开行的“Z”字头直达特快列车，对牵引机车提出了更高要求。直达特快列车具有长交路、一站直达、单司机操纵等特点，“长交路”是指机车运行交路首次突破1000公里，例如北京至杭州的交路超过1600公里，中途不更换机车；“一站直达”指旅客列车点对点开行，机车牵引客车从起点站连续运行直达终点站，中途不停站；“单司机操纵”是指机车不再配备副司机，仅由一个司机完成全程运行。

### 研制
2003年5月，中华人民共和国铁道部向戚墅堰机车车辆厂提出要求在东风11型机车基础上，研制一种能满足第五次大提速直达特快列车牵引任务的提速机车，并要求做到“三个一”，即以160公里/小时的最高速度一次运行超过1600公里、由一个司机进行操作控制、一次装车试验成功，另外还要求机车能够向列车供电，整个设计过程要求在5个月内完成。2003年7月15日，铁道部对机车技术设计进行了评审；同年8月底完成机车施工设计，并开始进行试制。2003年11月15日，第一组机车（0001、0002）出厂，机车被定型为东风11G型，车型代号DF11G，其中“G”代表供电型。由于时任铁道部部长刘志军正提出中国铁路跨越式发展，因此每台東風11G型机车车身上都有“跨越”字样的标志，但是现时部分机车车身上的“跨越”字样已经消去，其原因有可能是时任铁道部部长刘志军下台。2020年4月，由于字体版权等因素，更多DF11G的“跨越”字样被白漆覆盖。

### 试验
首两台机车出厂后随即赴北京的中国铁道科学研究院环形铁道试验基地，先后进行了机车的称重、制动、动力学性能、起动加速和供电性能、牵引等一系列安全评估试验。2003年12月，东风11G型机车完成了提速机车正线运行试验，机车牵引19节客车（包括18辆由BSP制造的25T型提速客车和一辆试验车），顺利完成了北京至上海、杭州、西安、南昌等区间的正线运行试验考核，最高试验速度达177.4公里/小时，试验过程中机车全程向客车供电。其中历时最长的京沪杭提速试验于2003年12月18日进行，铁道部部长刘志军亲自登乘机车驾驶室全程指挥试验，铁道部副部长胡亚东、铁道部安监司司长余卓民、铁道部科技司副司长陈伯施、部运输局装备部副主任孙景斌、部运输局副局长兼调度部主任石子明、铁科院院长陈国芳、南车集团副总经理唐克林等人也随车监督试验；清晨6时55分列车由北京站出发，连续不停站运行11小时50分，于晚上6时45分抵达杭州站，最高试验速度169.2公里/小时，平均运行速度达138公里/小时。刘志军走下机车后随即向戚墅堰机车车辆厂厂长顾明康表示“你们的车不错”。在当晚举行的京沪杭第五次提速试验小结会上，铁道部副部长胡亚东指出，“这次京沪杭提速试验取得圆满成功，提速试验的目标基本得到了实现，尤其是东风11G机车，在所有试验运行中，工况良好，功效发挥正常，经受住了1633公里长距离的试验”。

### 运用

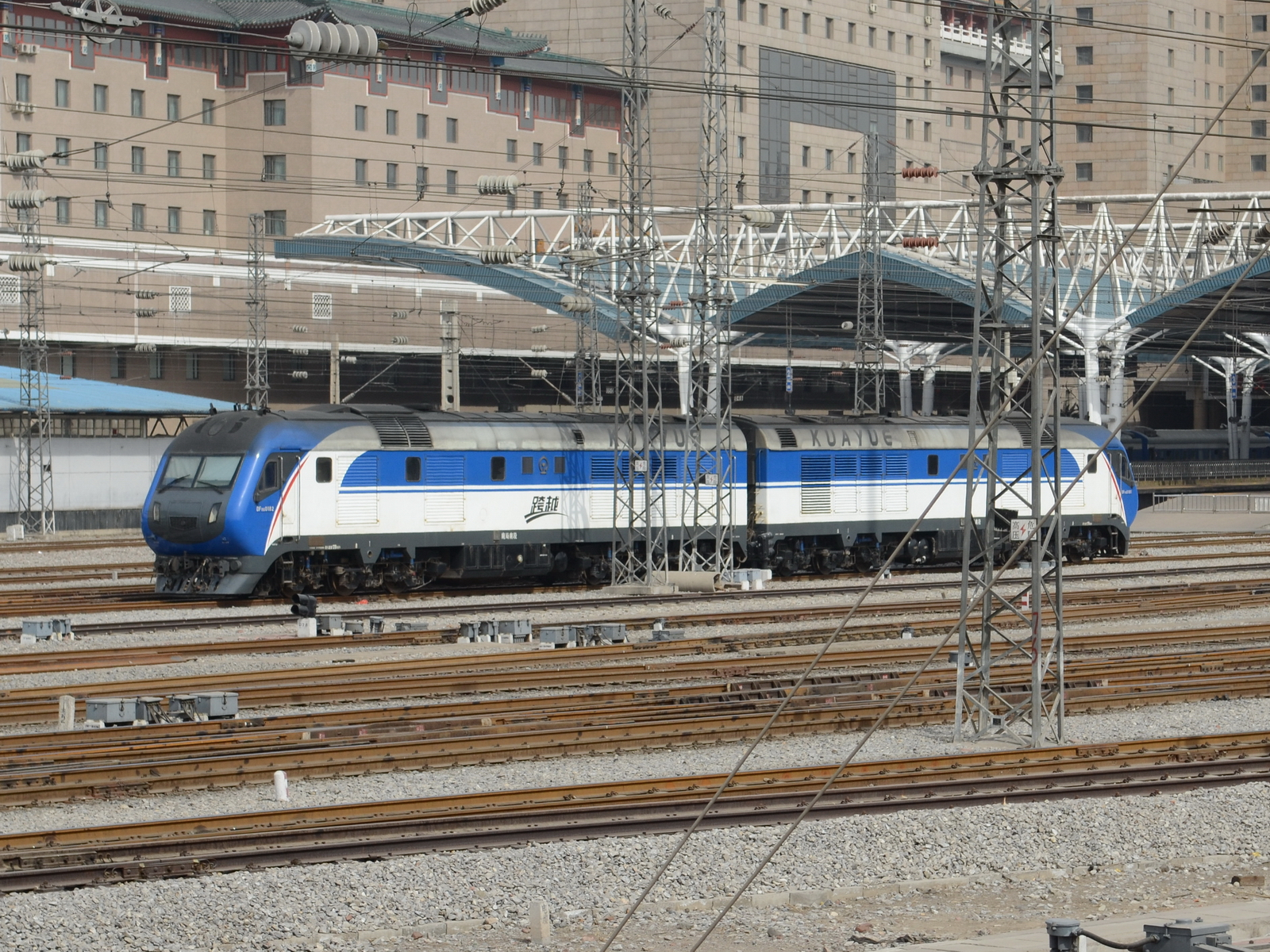
担当Z59/58次直达特快列车牵引任务的东风11G型机车在北京西客站

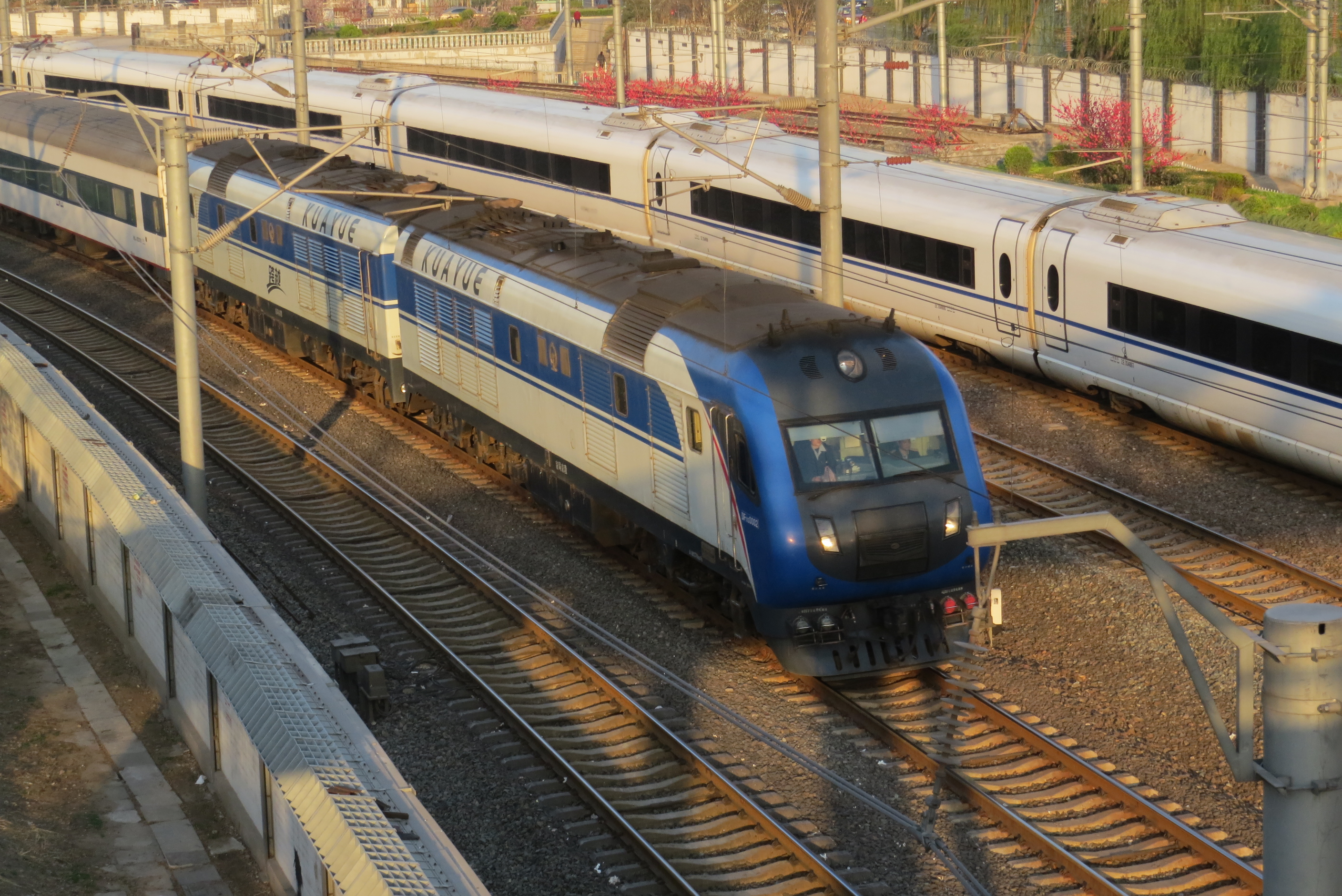
东风11G型0002&0001号机车牵引Z17次列车通过北京南站

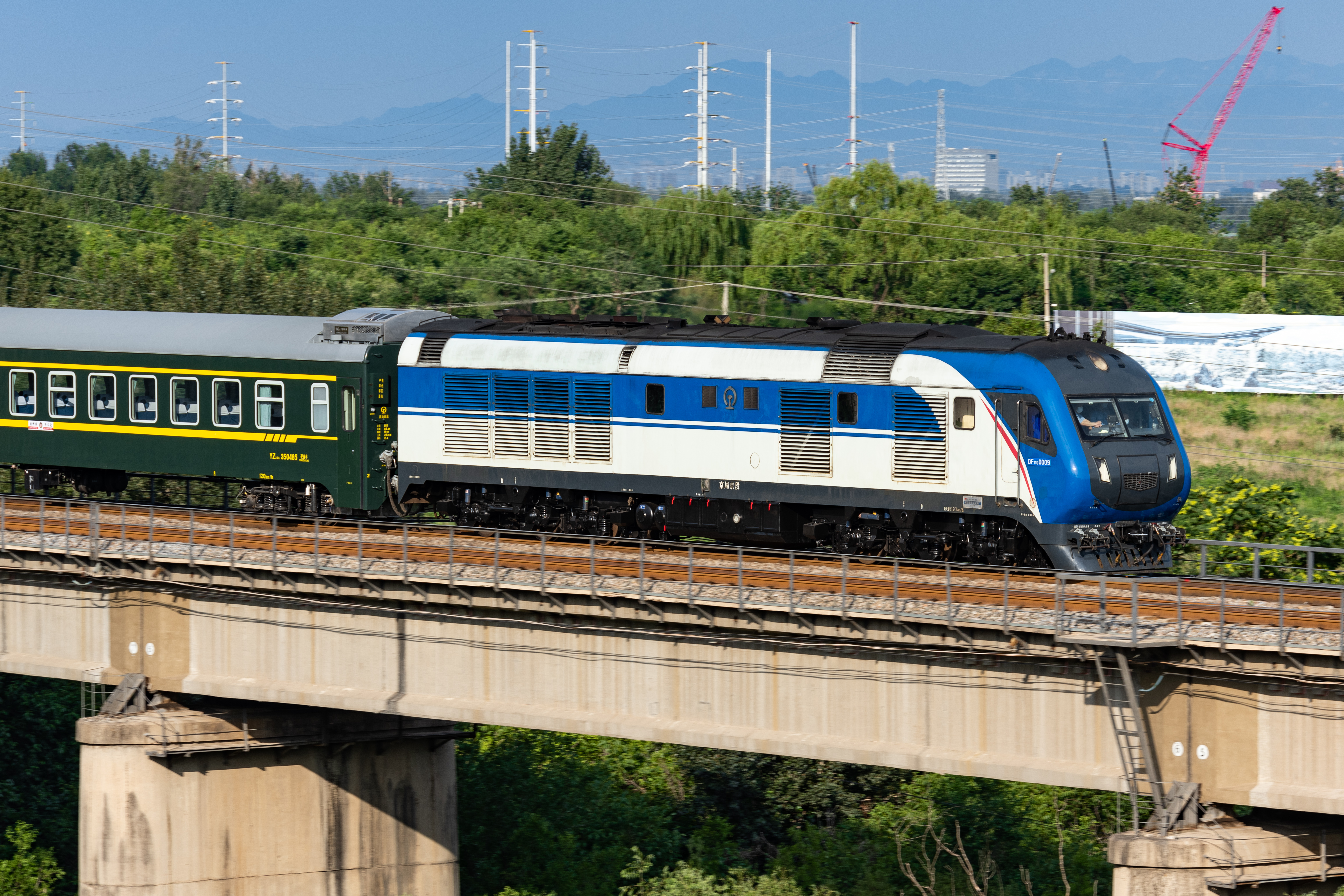
北京市郊铁路通密线怀柔北支线列车采取两端为单节东风11G、中间为普通25G型车底的編組。該編組模式通常被鐵道迷稱為「拆豬」

2004年4月18日，中国铁路展开了第五次大提速，首批东风11G型机车分别配属北京铁路局北京机务段、上海铁路局上海机务段，担当了19对直达特快旅客列车中的11对列车的牵引任务，其中北京机务段的东风11G型机车担当牵引北京—杭州（Z9/10）、北京—苏州（Z85/86）、北京—扬州（Z29/30）、北京—南京（Z49/50）、北京—合肥（Z73/74）5对；上海机务段担当牵引上海—北京（Z1/2、Z5/6、Z7/8、Z13/14、Z21/22）及上海—天津（Z41/42）6对。从2005年7月1日暑运调图起，由于多条红色旅游线路的开通，包括深圳—泰州的K91/K92次、深圳—吉安的K41/K42次、吉安—北京西的K133/K134次等，东风11G型机车又开始担当牵引供电模式为DC600V的25G型客车。2007年4月18日，中国铁路展开第六次大提速，开行了北京—福州的Z59/58次直达特快列车，全程2088公里由东风11G型机车牵引，中途停靠南昌（技术停车）、鹰潭和武夷山站，创下中国铁路柴油机车长交路新纪录，但该列车现已改用HXD3D型电力机车牵引。
在廣九直通車改用25T車底後，肇九/佛九直通車由廣州東至肇慶/佛山路段，改用本型機車牽引，並增加於廣州東站停車，以便摘掛本型機車並換掛指定10輛裝有AWS訊號系統的SS8電力機車及讓部分乘客可在此中途上/下車，但隨著肇港高速動車組列車、邕港高速動車組列車的開行，而從2019年7月3日起終止。在肇九/佛九直通車中，有時會以雙機固定重聯（完整一輛）牽引，但較多時候采用首尾机车编组，只用一節機車提供动力（俗稱「拆豬」，同時未進行重連點機車被俗稱為「東風5.5G」）。
截至2010年10月，南车戚墅堰机车共累计生产了184台（92组）机车，其中采用AC380V供电制式的机车共58台（29组），采用DC600V供电制式的机车共126台（63组）。中国大陆的铁路爱好者多将东风11G型机车昵称为“猪头”，其来源是“ZT”恰好同是“直（Z）达特（T）快”和“猪头”的汉语拼音缩写，而其车头外形形象又酷似一只猪，故得名。

## 技术特点

### 机车结构

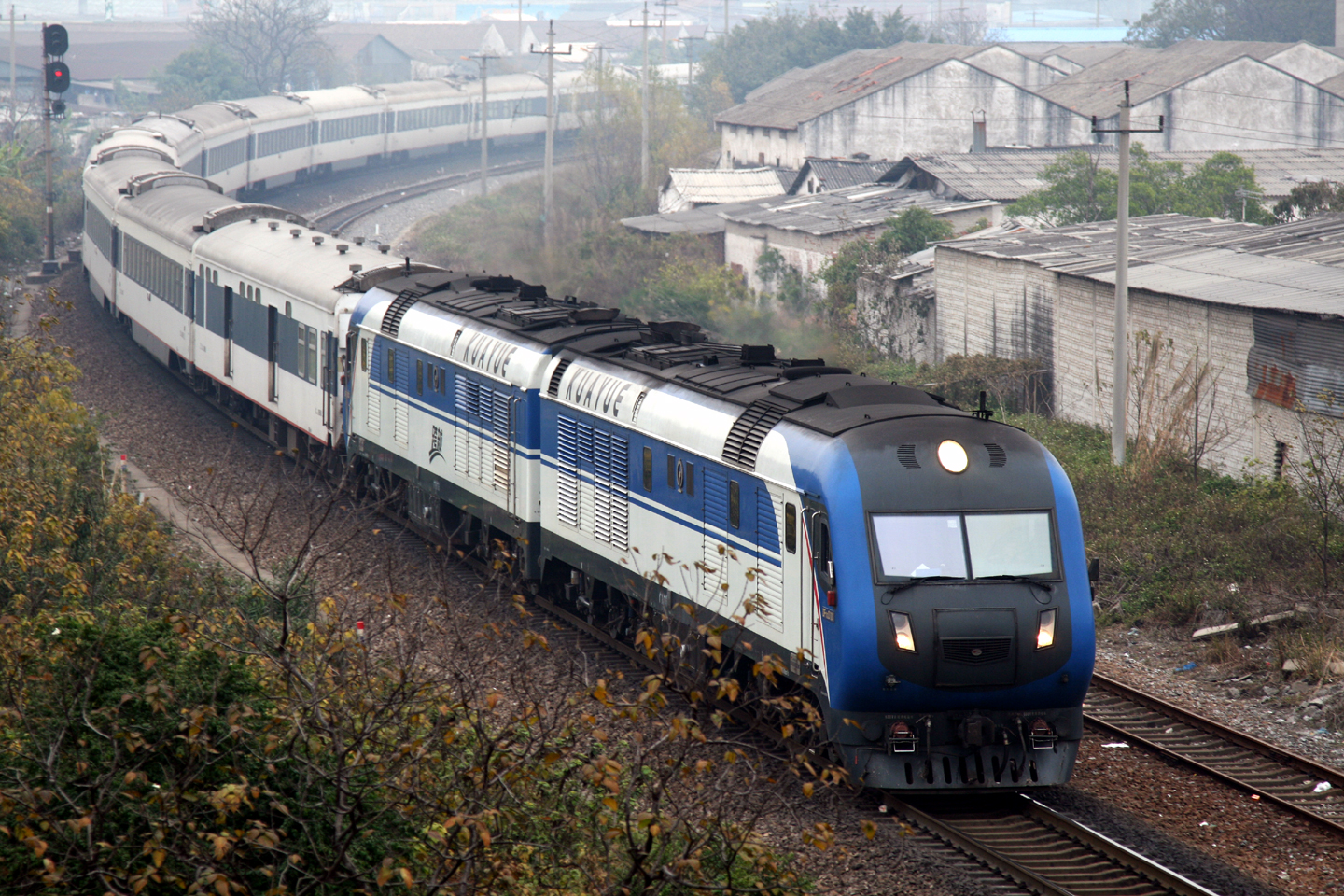
东风11G型机车牵引T201次特快列车运行在广茂铁路

东风11G型机车采用双机重联组合式架构，由两台结构相同的单节机车通过詹尼车钩、折棚式密封风挡重联组成一组。机车装用16V280ZJA型柴油机，最大运用功率2×3610千瓦，关键部件如增压器、喷油泵、喷油器、高压油管等采用进口产品，其中涡轮增压器为瑞士ABB公司的产品。机车采用交—直流电传动，装用与东风8B型机车相同、由永济电机制造的JF204D型三相交流同步发电机，同时采用了新研制的ZD106E型四极串励直流牵引电动机，新电机是在东风11型机车采用的ZD106型牵引电动机基础上进行减重设计，其尺寸和接口保持相同。机车走行部与东风11型机车相同，为轮对空心轴架悬式准高速转向架，轴式为2×（Co-Co），轴重23吨，机车总重2×138吨。机车标称功率为2×3,040千瓦，最高运行速度为170公里/小时。在牵引20节客车、运行速度为160公里/小时的情况下，仍有0.0245m/s2的剩余加速度，保证机车在牵引18～20节客车在3‰坡道上的速度仍然可保持160公里/小时。为了适应特长交路的特点，机车采用了与车体结合成一体的大容量承载式燃油箱，每节机车最大载油7500升，承载式结构既增加了容量和车体刚度，而且减轻了机车重量。
每节机车设单司机室，机车套用了东风11AJ型机车的头型设计方案，采用流线型司机室结构，提高了机车整体外观效果，同时也减少机车运行阻力。根据单司机操纵的要求，对操纵台、电气控制系统等进行改进设计，将有关控制开关改为显示屏上的软开关或集中到操纵台上，司机可直接在显示屏上进行切换操作，达到了单司机操纵两节重联机车的目的。东风11G型机车也是中国国产柴油机车中首次实现全微机化控制的车型，机车的控制处理环节全部由微机实现，减少了中间继电器，具有完全的机车逻辑控制、网络重联控制、机车故障诊断功能和远程监控诊断功能，并采用“LonWorks”网络控制技术；为提高控制系统的可靠性，机车设有另一套相同的微机系统作为备份。

### 供电系统
东风11G型机车具有机车向客车供电的功能，每节机车装一台辅助发电机组，其中柴油机采用德国MTU或美国康明斯的产品，发电机采用法国利莱森玛（Leroy-Somer）产品。单节机车向客车的最大供电功率为400千瓦，双机组最大供电功率为800千瓦，两节机车可分两路独立供电，正常情况时其中一半客车由一路供电，另一半客车用另一路供电；当其中一台辅助发电机组故障时，可以将用电负载转换到正常机组上，但客车或需要减少用电负载。机车可以提供两类不同的供电制式，分别为AC380V和DC600V。早期为AC380V交流电，供电插座为灰色，可为BSP生产的25T型客车供电。至2004年2月，戚墅堰厂完成了DC600V直流供电制式的改进设计，供电插座为红色，并在机车电气室内加装硅整流柜，满足新型直供电客车的供电需求。
| 供电制式   | AC380V交流电                                     | DC600V直流电                                     | DC600V直流电           |
| 车号       | 0001～0040 / 0043～0046/ 0049～0052 / 0057～0066 | 0041～0042 / 0047～0048/ 0053～0056 / 0101～0110 | 0111～0218             |
| 辅助柴油机 | MTU-12V183TB12G                                  | MTU-12V183TB12G                                  | 康明斯QSX150-G7        |
| 辅助发电机 | 利莱森玛 LSA47.1L11-4P                           | 利莱森玛 LSA47.1L11-4P                           | 利莱森玛 LSA47.1L11-4P |
| 照片       |                                                  |                                                  |                        |

### 重联统
为了提高机车可靠性、满足单司机长交路的需要，东风11G型机车除了一般的重联控制外，也新增了燃油重联功能和DC110V电力重联功能。这两项功能可以确保当其中一节机车故障而采用单机牵引时燃油重联能够将故障机车的燃油通过燃油重联管路补充到牵引机车，满足燃油需求，这项功能由故障端的主燃油泵驱动，燃油重联管接口位于机车上部；而DC110V重联技术可确保故障机车的微机系统、空压机、燃油泵等110V用电系统维持正常工作，这项功能由两节机车之间的110V重联线提供。

## 重大事故

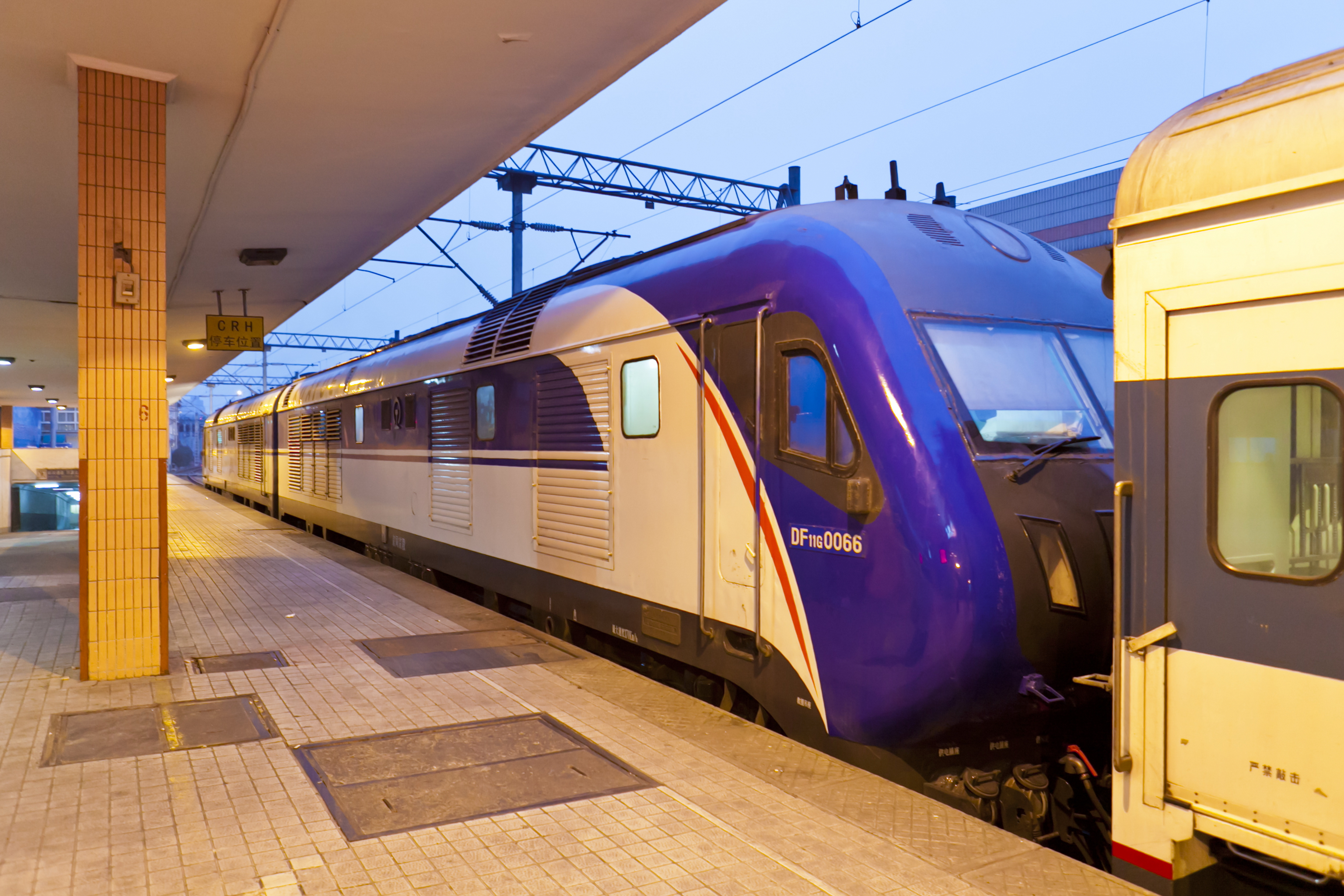
已修复的东风11G型0065、0066号机车在杭州站担当Z10次列车牵引任务

- 2009年3月21日，配属上海铁路局上海机务段的东风11G型0021、0022号机车（现配属北京铁路局北京机务段），担当Z13次旅客列车。18时10分在北京站连挂列车，18时35分0021号机车司机室烟雾报警器报警，司机检查发现机车动力室（小柴油机室）起火，立即使用灭火器扑救，并于18时45分向北京站报告，车站报警并由消防部门于19时27分进行处理，构成铁路一般交通C类事故。事故原因为机车动力室（小柴油机室）运行方向侧蓄电池短路引燃蓄电池盖板上的杂物造成。
- 2012年1月23日凌晨3时40分，北京铁路局北京机务段的东风11G型0065、0066号机车，牵引由北京开往汉口的Z3次直达特快旅客列车经由京广铁路运行，当列车运行至遂平至大刘庄间K868+301处时，因机车检修质量不良，柴油机高压油泵回油管漏油，造成机车前端机器间着火，被遂平站外勤值班员发现并示意停车，至4时40分司机将火扑灭，构成铁路交通一般B类事故[6]。事故造成机车小破，北京机务段多位领导被撤职和处分。
- 2012年10月15日晚上，北京铁路局北京机务段的东风11G型0013、0014号机车，担当牵引由合肥开往北京的Z74次直达特快旅客列车。当列车运行至京沪铁路唐南集站时，由于0014号机车的柴油机供油系统发生泄漏，导致机械间发生火灾，被迫停车请求救援并将火扑灭。事故造成机车小破，南车戚墅堰公司负主要责任，北京机务段负重要责任。
- 2015年10月14日15时33分，配属南昌铁路局南昌机务段的东风11G型0117、0118号机车担当50007次单机列车，运行至京九线莲塘至横岗区间，机车突发故障冒烟并起火，火势得到控制后，机车折返回邻站，无人员伤亡，线路已恢复运行。铁路部门正在调查具体故障原因。
- 2016年12月3日凌晨0时38分，配属哈尔滨铁路局佳木斯机务段的东风11G型0209、0210号机车担当K889次旅客列车，运行至绥佳线庆安至双丰区间一道口时，与一辆违规抢道的拉煤货车相撞。机车乘务员实施紧急制动后及时离座向后逃生，拉煤货车司机跳车逃生，事故中无人员伤亡，造成绥佳线线路中断。0210号机车司机室严重损毁。該車其後被送到戚墅堰厂進行修復並重新投入服務。

## 参看
- 中国铁路大提速
- 东风11型内燃机车
- 东风11Z型柴油机车
- 韶山7E型电力机车
- 韶山9型电力机车
- 中国铁路25T型客车